# دانيال جيل
دانيال جيل (بالإنجليزية: Daniel Geale) مواليد 26 فبراير 1981 في تاسمانيا، أستراليا، هو ملاكم أسترالي يصنف ضمن فئة وزن فوق المتوسط بدأ مسيرته الاحترافية سنة 2004. حقق بطولة رابطة الملاكمة العالمية وبطولة الاتحاد الدولي للملاكمة. شارك في دورة الألعاب الأولمبية الصيفية سنة 2000. حقق الميدالية الذهبية في دورة ألعاب الكومنولث 2002.

## المسيرة الاحترافية
من نزالاته:
- خسر أمام ميغيل كوتو بالضربة الفنية القاضية (06-06-2015).

## إحصائيات
خاض خلال مسيرته 35 نزالا، فاز في 31 وخسر في 4. فاز بالضربة القاضية في 16 نزالا.

## الميداليات
| الميدالية | المسابقة                  |
| --------- | ------------------------- |
| ذهبية     | دورة ألعاب الكومنولث 2002 |

## وصلات خارجية
- دانيال جيل على موقع بوكس ريك (الإنجليزية) (registration required)
- دانيال جيل على موقع أوليمبيديا (الإنجليزية)
- دانيال جيل على موقع اللجنة الأولمبية الأسترالية (الإنجليزية)
- دانيال جيل على موقع اتحاد ألعاب الكومنولث (مؤرشف) (الإنجليزية)

- الموقع الرسمي